# Microbates
Microbates é um género de ave da família Polioptilidae.

## Espécies
Este género contém as seguintes espécies:
- Microbates cinereiventris (Sclater, PL, 1855)
- Microbates collaris (Pelzeln, 1868)